# José de Mascarenhas da Silva e Lencastre, Herzog von Aveiro
José de Mascarenhas da Silva e Lencastre, 5. Marquês (Marquis) von Gouveia, 8. Conde (Graf) von Santa Cruz und 8. Duque (Herzog) von Aveiro (* 2. Oktober 1708 in Lissabon; † 13. Januar 1759 in Santa Maria de Belém) war ein portugiesischer Adliger, der wegen seiner angeblichen Teilnahme an einem Attentat auf König Joseph I. von Portugal hingerichtet wurde.

## Leben
José de Mascarenhas da Silva e Lencastre, 8. Herzog von Aveiro, war der zweite Sohn von Martinho de Mascarenhas, 3. Marquês von Gouveia und 6. Conde von Santa Cruz, und dessen Gattin Inácia Rosa de Távora. Er heiratete am 21. Juli 1739 Leonor Tomásia de Távora e Lorena und hatte mit ihr folgende Kinder:
- Martinho Mascarenhas, 6. Marquês von Gouveia (* 26. November 1740; † 30. Dezember 1805)
- Joana Tomásia Mascarenhas (* 26. November 1741; † 10. Juli 1804), Nonne
- Bernarda Mascarenhas († 4. April 1744)
- Inácia José Francisca Mascarenhas (* 16. April 1744; † 1. September 1823), Nonne
- João José Mascarenhas
- Francisca das Chagas José Tomásia Baltazar Antónia Domingas João Mascarenhas (* 14. Juni 1757; † 11. März 1831)

Aveiro stand in den letzten Jahren der Regierung König Johanns V. am portugiesischen Hof in großem Ansehen, vor allem durch den Einfluss seines Onkels, des königlichen Beichtvaters Gaspar da Encarnação, eines Franziskaners. Er war u. a. Oberhofmarschall des Königshauses. Als aber nach dem Tod Johanns V. (31. Juli 1750) dessen Sohn als Joseph I. an die Regierung kam, der Beichtvater entfernt wurde und Sebastião José de Carvalho e Melo, nachmaliger Marquês de Pombal, als Minister das ganze Vertrauen des Königs gewann, verlor Aveiro seinen Einfluss und konnte nicht einmal einige reiche Kommenden erlangen, die seine Familie besessen hatte.
Aus Unzufriedenheit über diese Zurücksetzung soll Aveiro eine Verschwörung gegen den König geplant und sich deswegen, unter der Leitung der ihres Einfluss beraubten Jesuiten, mit der Familie Távora und anderen Missvergnügten zur Ermordung des Königs verbunden haben. Als dieser in der Nacht vom 3. auf den 4. September 1758 von einer geheimen Geliebten, der Marquise Teresa von Távora, ohne Begleitung zu seinem Palast zurückfuhr, wurde er am Stadtrand Lissabons von mehreren voneinander getrennt agierenden Gruppen von Attentätern erwartet. Plötzlich wurde er von drei Reitern, zu denen Aveiro und dessen beiden Diener Azevedo und Fereira gehört haben sollen, attackiert, die auch auf die Kutsche schossen und den König, der mit seinem Kammerdiener Pedro Teixeira darin saß, am rechten Arm und an der Schulter verwundeten. Ein Zufall rettete dem Monarchen das Leben, denn der angeschossene Kutscher war besinnungslos geworden und die Maultiere scheuten und kehrten um, wodurch der König den an anderen Stellen des Weges lauernden Mördern entging.
Zunächst verheimlichte Pombal den Anschlag auf den König und ordnete eine schnelle Untersuchung an. Zwei etliche Tage danach verhaftete Verdächtige gestanden unter der Folter, dass sie von der Familie Távora für das Attentat angeheuert worden seien, woraufhin sie gehängt wurden. Pombal ließ heimlich die Wege über die Grenze und die Ausgänge der Hauptstadt besetzen, die Häfen schließen und am 13. Dezember 1758 sämtliche Távoras in Lissabon, am nächsten Tag auch den Herzog von Aveiro auf seinem Landgut Aceitao verhaften und einkerkern. Der König erklärte öffentlich, dass er von Meuchelmördern verwundet worden sei. Am 16. Dezember feierte der Hof die Genesung des Königs und im ganzen Land sollten Dankfeste wegen seiner Rettung abgehalten werden.
Am 20. Dezember begann der Prozess gegen die Angeklagten, den Pombal selbst leitete. Er bildete aus den höheren Gerichten des Landes einen höchsten Gerichtshof und trat, weil kein Großer ohne die Stimme dreier Adliger verurteilt werden konnte, mit zwei anderen Vornehmen an die Spitze dieses Gerichtshofs. Unter anderem aufgrund der unter der Folter erpressten Geständnisse der hingerichteten Verdächtigen wurden die Angeklagten am 12. Januar 1759 verurteilt. Alle für schuldig Befundenen wurden am Morgen des 13. Januar 1759 vor dem Lustschloss zu Belém mit grausamer Strenge hingerichtet. Auf einem hohen Gerüst vor den Augen des versammelten Volks wurde zuerst die Marquise Leonor von Távora enthauptet, dann ihre zwei Söhne und ein Schwiegersohn erdrosselt. Der alte Marquis von Távora, sein Gesellschaftskavalier und ein Diener wurden lebendig gerädert. Das härteste Los musste aber der Herzog von Aveiro ertragen, der grausam zu Tode gemartert wurde. Zuletzt wurde der Kammerdiener des Herzogs, Fereira, der angeblich auf den König geschossen hatte, an einem Pfahl mitten auf dem Blutgerüst angebunden, dann dieses Gerüst mit allen Hingerichteten und dazu gebrauchten Instrumenten verbrannt und die Asche ins Meer geworfen. Die Paläste des Herzogs von Aveiro und des Marquis von Távora wurden niedergerissen, ihre Güter konfisziert und ihre Namen überall getilgt. Außer den Hingerichteten musste noch viele nahe und entfernte Verwandte beider Häuser eine Zeitlang im Gefängnis verbringen.
Auch gegen die Jesuiten wurde vorgegangen. An jenem Tag, an dem die Távoras verhaftet worden waren, hatte Pombal alle Kollegienhäuser durch Militär sperren lassen; am 11. Januar 1759 wurden die Patres Gabriel Malagrida, Souza und Matos eingekerkert, und der publizierte Prozessauszug nannte diese drei Männer als Ratgeber, den ganzen Orden als Mitanstifter des Königsmordes. Am 19. Januar befahl König Joseph I., sämtliche Einkünfte des Ordens zu beschlagnahmen und alle seine Güter ein Jahr lang an die Meistbietenden zu verpachten. Am 13. September 1759 begann die Vertreibung der Jesuiten mit der Einschiffung eines Teils ihrer Mitglieder, denen bald die übrigen folgten, nach dem Kirchenstaat.
Nachdem Joseph I. am 24. Februar 1777 gestorben und der Marquis von Pombal gestürzt worden war, ordnete die Tochter des verstorbenen Monarchen und nunmehrige Königin Maria I. eine Revision des Königsmörderprozesses an, und durch ein richterliches Erkenntnis vom 23. Mai 1781 wurde das frühere Urteil in Bezug auf sechs Personen widerrufen und deren Rehabilitierung verfügt. Doch wurde dieser Rechtsspruch nicht vollzogen und nur ein Abkömmling der Hingerichteten, der darum ansuchte, mit einer kleinen Pension abgefunden.
Die tatsächliche Schuld oder Unschuld der unter Joseph I. Verurteilten ist bis heute ungeklärt.